# Ткачук Олена Анатоліївна
Ткачу́к Оле́на Анато́ліївна (20 жовтня 1987, м. Норильськ, Красноярський край, Росія) — українська поетеса. Член Національної спілки письменників України (2009).

## Біографія
З 1995 р. жила у м. Дунаївці на Хмельниччині. Закінчила з відзнакою інститут іноземних мов Вінницького державного педагогічного університету ім. М. Коцюбинського (2010). Працювала молодшим науковим співробітником у Хмельницькому обласному літературному музеї (2010-2012). У 2016-2019 роках мешкала у м. Вінниця, де працювала фахівцем Інформаційно-ресурсного центру "Вікно в Америку" при Вінницькій обласній універсальній науковій бібліотеці. У 2019 році повернулася до Хмельницького. Проєктна менеджерка, головний фахівець Комунальної установи Хмельницької міської ради "Агенція розвитку Хмельницького".

## Творчість
Поетеса. Учасниця Всеукраїнської наради молодих літераторів (Коктебель, 2005). Авторка збірок поезій: 

- «Бентежний вітер» (2004);
- «Тяжіння неба» (2006);
- «Дороги і роздоріжжя» (2011);
- «Не моя земля» (2020).

Друкується у періодиці, зокрема, є публікації в часописах «Дзвін», «Київ», «Дніпро».

## Нагороди та премії
Дипломант Всеукраїнського літературного молодіжного конкурсу «Гранослов» (2006), лауреатка конкурсів «Старосинявська весна», «Вірю в майбутнє твоє, Україно!», «Європа в школі», «Троянди і виноград» та ін. Володарка гран-прі фестивалю поезії «Підкова Пегаса» (2018).